# Benito Monfort
Benito Monfort, acaudalado prócer valenciano del siglo XIX, que pasó la mayor parte de su vida en Francia, donde falleció.
Helmut Gernsheim relata que la Sociedad Heliográfica “fue fundada en enero de 1851 por B.R. de Monfort y que tenía su sede en la casa de Monfort en la calle de l´Arcade 15, en el centro elegante de París. Un conjunto de cuatro ó cinco habitaciones y una extensa terraza estaba dedicada a las investigaciones fotográficas de los miembros y los procedimientos se hacían públicos en La Lumière.”
André Jammes y Eugenia Parry Janis, por su parte, mencionan la visita, a la Sociedad Heliográfica, del gran fotógrafo inglés Roger Fenton, quien hace una completa descripción, que traduciríamos así: “Actualmente sus oficinas están en una parte de la casa de su presidente, el Sr. Monfort. Un conjunto de apartamentos, que comprende cuatro o cinco habitaciones, por supuesto en la parte superior de la casa, y abiertas a una amplia terraza con una iluminación excelente, se dedica a los fines de la sociedad. Una habitación está ocupada enteramente, muros, cajones, armarios, etc., con muestras escogidas del arte, la mayor parte sobre metal, otra está adaptada para laboratorio, una esquina del cual es un recinto protegido con cortinillas amarillas para proteger de la luz… En la parte inferior de la casa, ha sido abierta por el Sr. Puech una tienda laboratorio, dedicada exclusivamente a la preparación y venta de material fotográfico.”
Funda y dirige el periódico La Lumière entre el 9 de febrero y el 29 de octubre de 1851, órgano difusor de la Sociedad Heliográfica de fotografía. A finales de 1851, Monfort cede su periódico a Alexis Gaudin. A partir del 17 de noviembre se transforma de un periódico semanal en una revista quincenal. Unos meses más tarde de la venta de La Lumière, Monfort funda una nueva revista mucho más ambiciosa, El Cosmos, cuyo primer número apareció el 1 de mayo de 1852 y que fue un motivo para que Gaudin le acusara de deslealtad. Al desaparecer la Sociedad Heliográfica, Benito Monfort forma parte también de la nueva Sociedad Francesa de Fotografía.